# Anomala laevigata
Anomala laevigata är en skalbaggsart som beskrevs av Blanchard 1851. Anomala laevigata ingår i släktet Anomala och familjen Rutelidae. Inga underarter finns listade i Catalogue of Life.